# Arnolds Kannibalmuseum
Arnolds Kannibalmuseum är ett museum utanför Önneköp i Skåne som drivs av äventyraren Arnold Wernersson. Han är medlem i 100-klubben där alla medlemmar besökt mer än hundra länder. Under sina många resor världen runt har han samlat på sig diverse föremål, bland annat olika kultföremål och udda redskap från kannibalstammar och pygméfolk som han ställer ut på museet.